# Татаренкова (Курская область)
Татаренкова — деревня в Курском районе Курской области России. Входит в состав Нижнемедведицкого сельсовета.

## География
Деревня находится в центральной части Курской области, в пределах южной части Среднерусской возвышенности, в лесостепной зоне, при автодороге М2, вблизи северной границы города Курска, административного центра района и области. Абсолютная высота — 207 метров над уровнем моря.

### Улицы
В деревне улицы: 1-й Зелёный, 1-й Свиридовский переулок, 2-й Зелёный, 2-й Свиридовский переулок, 3-й Зелёный, 4-й Зелёный, Адмирала Нахимова, Адмирала Ушакова, Берёзовая, Бородина, Вишнёвая, Грушевая, Дмитрия Журавского, Зелёная, Ивана Бабанина, Ивана Никитина, Лесная, Новосёлов, Озерная, Проезжая, Прохладная, Садовая, Свиридова, Свиридовский, Сливовая, Соловьиная, Тенистая, Тополиная, Трудовая, Университетская, Центральная, Шелехова, Юности и Яблоневая.

### Климат
Климат характеризуется как умеренно континентальный, с относительно жарким летом и умеренно холодной зимой. Среднегодовая температура воздуха — 5,5 °С. Средняя температура воздуха самого тёплого месяца (июля) — 18,7 °C (абсолютный максимум — 37 °С); самого холодного (января) — −9,3 °C (абсолютный минимум — −35 °С). Безморозный период длится около 152 дней. Среднегодовое количество атмосферных осадков составляет 587 мм, из которых 375 мм выпадает в период с апреля по октябрь. Снежный покров образуется в первой декаде декабря и держится в среднем 125 дней.

### Часовой пояс
Деревня Татаренкова, как и вся Курская область, находится в часовой зоне МСК (московское время). Смещение применяемого времени относительно UTC составляет +3:00.

## Население
| 2002 | 2010 |
| ---- | ---- |
| 523  | ↘492 |

### Половой состав
По данным Всероссийской переписи населения 2010 года в половой структуре населения мужчины составляли 45,5 %, женщины — соответственно 54,5 %.

### Национальный состав
Согласно результатам переписи 2002 года, в национальной структуре населения русские составляли 97 %.

## Инфраструктура
Личное подсобное хозяйство. В деревне 231 дом.

## Транспорт
Татаренкова находится при автодорогe федерального значения М2 «Крым» (часть европейского маршрута E 105), в 9 км от ближайшей ж/д станции Курск (линии: Орёл — Курск, Курск — 146 км и Льгов I — Курск).
В деревню из Курска ходит рейсовый автобус.
В 132 км от аэропорта имени В. Г. Шухова (недалеко от Белгорода).